# Isländische Badminton-Mannschaftsmeisterschaft
Die Isländische Badminton-Mannschaftsmeisterschaften werden seit 1977 ausgetragen.

## Die Titelträger
| Saison | Sieger                                |
| ------ | ------------------------------------- |
| 1977   | Tennis- og Badmintonfélag Reykjavíkur |
| 1978   | Tennis- og Badmintonfélag Reykjavíkur |
| 1979   | Tennis- og Badmintonfélag Reykjavíkur |
| 1980   | Tennis- og Badmintonfélag Reykjavíkur |
| 1981   | Tennis- og Badmintonfélag Reykjavíkur |
| 1982   | Tennis- og Badmintonfélag Reykjavíkur |
| 1983   | Tennis- og Badmintonfélag Reykjavíkur |
| 1984   | Tennis- og Badmintonfélag Reykjavíkur |
| 1985   | Tennis- og Badmintonfélag Reykjavíkur |
| 1986   | Tennis- og Badmintonfélag Reykjavíkur |
| 1987   | Tennis- og Badmintonfélag Reykjavíkur |
| 1988   | Tennis- og Badmintonfélag Reykjavíkur |
| 1989   | Tennis- og Badmintonfélag Reykjavíkur |
| 1990   | Tennis- og Badmintonfélag Reykjavíkur |
| 1991   | Tennis- og Badmintonfélag Reykjavíkur |
| 1992   | Tennis- og Badmintonfélag Reykjavíkur |
| 1993   | Tennis- og Badmintonfélag Reykjavíkur |
| 1994   | Tennis- og Badmintonfélag Reykjavíkur |
| 1995   | Tennis- og Badmintonfélag Reykjavíkur |
| 1996   | Tennis- og Badmintonfélag Reykjavíkur |
| 1997   | Tennis- og Badmintonfélag Reykjavíkur |
| 1998   | Tennis- og Badmintonfélag Reykjavíkur |
| 1999   | Tennis- og Badmintonfélag Reykjavíkur |
| 2000   | Tennis- og Badmintonfélag Reykjavíkur |
| 2001   | Tennis- og Badmintonfélag Reykjavíkur |
| 2002   | Tennis- og Badmintonfélag Reykjavíkur |
| 2003   | Tennis- og Badmintonfélag Reykjavíkur |
| 2004   | Tennis- og Badmintonfélag Reykjavíkur |
| 2005   | Tennis- og Badmintonfélag Reykjavíkur |
| 2006   | Tennis- og Badmintonfélag Reykjavíkur |
| 2007   | Tennis- og Badmintonfélag Reykjavíkur |
| 2008   | Tennis- og Badmintonfélag Reykjavíkur |
| 2009   | Tennis- og Badmintonfélag Reykjavíkur |
| 2010   | Tennis- og Badmintonfélag Reykjavíkur |
| 2011   | Tennis- og Badmintonfélag Reykjavíkur |
| 2012   | Tennis- og Badmintonfélag Reykjavíkur |
| 2013   | Tennis- og Badmintonfélag Reykjavíkur |
| 2014   | Tennis- og Badmintonfélag Reykjavíkur |
| 2015   | Tennis- og Badmintonfélag Reykjavíkur |
| 2016   | Tennis- og Badmintonfélag Reykjavíkur |
| 2017   | Tennis- og Badmintonfélag Reykjavíkur |
| 2018   | Tennis- og Badmintonfélag Reykjavíkur |
| 2019   | Tennis- og Badmintonfélag Reykjavíkur |
| 2020   | nicht ausgetragen                     |
| 2021   | Tennis- og Badmintonfélag Reykjavíkur |
| 2022   | Tennis- og Badmintonfélag Reykjavíkur |
| 2023   | Tennis- og Badmintonfélag Reykjavíkur |
| 2024   | BH ÍA                                 |
| 2025   | Tennis- og Badmintonfélag Reykjavíkur |